# Zaeeropsis godeffroyi
Zaeeropsis godeffroyi är en skalbaggsart som beskrevs av Stefan von Breuning 1943. Zaeeropsis godeffroyi ingår i släktet Zaeeropsis och familjen långhorningar. Inga underarter finns listade i Catalogue of Life.